# ATP Tour World Championships 1994
La edición 25 de la Tennis Masters Cup se realizó del 14 al 20 de noviembre de 1994 en Fráncfort del Meno, Alemania.

## Individuales

### Clasificados
- Pete Sampras
- Andre Agassi
- Sergi Bruguera
- Goran Ivanišević
- Boris Becker
- Michael Chang
- Alberto Berasategui
- Stefan Edberg

### Grupo blanco
| Resultados Round Robin-Win | Result-Res | -Winner-Winner-Winner-Win | -Score-Score-Score-Score |
| -------------------------- | ---------- | ------------------------- | ------------------------ |
| Boris Becker (GER)         | derrota a  | Pete Sampras (USA)        | 7–5, 7–5                 |
| Boris Becker (GER)         | derrota a  | Stefan Edberg (SWE)       | 6–7(3), 6–4, 7–5         |
| Boris Becker (GER)         | derrota a  | Goran Ivanišević (CRO)    | 6–3, 3–6, 7–6(5)         |
| Pete Sampras (USA)         | derrota a  | Goran Ivanišević (CRO)    | 6–3, 6–4                 |
| Pete Sampras (USA)         | derrota a  | Stefan Edberg (SWE)       | 4–6, 6–3, 7–6(3)         |
| Stefan Edberg (SWE)        | derrota a  | Goran Ivanišević (CRO)    | 6–3, 6–4                 |

### Grupo rojo
| Resultados Round Robin-Win | Result-Res | -Winner-Winner-Winner-Win | -Score-Score-Score-Score |
| -------------------------- | ---------- | ------------------------- | ------------------------ |
| Andre Agassi (USA)         | derrota a  | Michael Chang (AUT)       | 6–4, 6–4                 |
| Andre Agassi (USA)         | derrota a  | Sergi Bruguera (ESP)      | 6–4, 1–6, 6–3            |
| Andre Agassi (USA)         | derrota a  | Alberto Berasategui (ESP) | 6–2, 6–0                 |
| Sergi Bruguera (ESP)       | derrota a  | Michael Chang (USA)       | 7–6(1), 7–5              |
| Sergi Bruguera (ESP)       | derrota a  | Alberto Berasategui (ESP) | 6–3, 6–2                 |
| Michael Chang (USA)        | derrota a  | Alberto Berasategui (ESP) | 6–1, 6–0                 |

| Resultados Etapa Final-Win | -Winner-Winner-Winner-Win | Result-Res | -Winner-Winner-Winner-Win | -Score-Score-Score-Score |
| -------------------------- | ------------------------- | ---------- | ------------------------- | ------------------------ |
| Semifinal                  | Boris Becker (GER)        | derrota a  | Sergi Bruguera (ESP)      | 6(5)-7 6-4 6-1           |
| Semifinal                  | Pete Sampras (USA)        | derrota a  | Andre Agassi (USA)        | 4-6 7-6(5) 6-3           |
| Final                      | Pete Sampras (USA)        | derrota a  | Boris Becker (GER)        | 4-6 6-3 7-5 6-4          |

| Predecesor: 1993 | ATP World Tour Finals 1994 | Sucesor: 1995 |

- Datos: Q3298037